# Diandrolyra tatianae
Diandrolyra tatianae är en gräsart som beskrevs av Thomas Robert Soderstrom och Fernando Omar Zuloaga. Diandrolyra tatianae ingår i släktet Diandrolyra och familjen gräs. Inga underarter finns listade i Catalogue of Life.